# Benedetto Maria Salvatore Chianetta
Benedetto Maria Salvatore Chianetta OSB (* 29. Oktober 1937 in Favara, Provinz Agrigent; † 21. Dezember 2023 in Nicolosi) war ein italienischer Ordensgeistlicher und Abt der Territorialabtei Santissima Trinità di Cava de’ Tirreni.

## Leben
Benedetto Chianetta trat in jungen Jahren der Ordensgemeinschaft der Benediktiner in Cassine bei und empfing nach seiner theologischen Ausbildung am 8. Juli 1961 die Priesterweihe. Er wurde am 4. März 1995 zum Abt von Santissima Trinità di Cava de’ Tirreni gewählt und Papst Johannes Paul II. bestätigte am 20. Mai desselben Jahres diese Wahl.
Im Jahr 1996 gründete er in Nicolosi in Sizilien ex novo das Benediktinerkloster Cardinale G. B. Dusmet, benannt nach Giuseppe Benedetto Dusmet, einem Benediktinermönch und beliebten Kardinal-Erzbischof von Catania.
Von seinem Amt trat Chianetta am 23. Oktober 2010 zurück. Er starb am 21. Dezember 2023 im Kloster Beato Giuseppe Benedetto Dusmet in Nicolosi im Alter von 87 Jahren.